# Álvaro Vicente Reis
Álvaro Manuel Vicente Dos Reis (Torres Vedras, 10 de outubro de 1938) é um maestro e compositor português.
Aos doze anos integrava a Banda da Sociedade Filarmónica Ermegeirense. Aos dezoito anos ingressou na Banda de Música do Regimento de Infantaria 1. Em 1966 foi colocado em Lourenço Marques, Moçambique como solista de oboé da Banda Militar de Moçambique. Foi Maestro da Banda da Sociedade Filarmónica Ermegeirense.
Encontra-se radicado em Torres Vedras, onde se dedica à composição para Bandas Filarmónicas.

## Obras
- 114º Aniversário dos Guerrilhas - Marcha
- Oestina - Marcha
- Alma Saloia - Marcha de Concerto
- O Centenário - Marcha
- O Centenário da Estrela d'Alva - Marcha
- Ermegeira a cantar - Seleção
- Concerto no Parque - Marcha de Concerto
- Fonte do Brejo - Marcha
- Coretos de Portugal - Marcha de Concerto
- Jardim da Graça - Marcha de Concerto
- José e Maria - Marcha de Procissão
- R.I.Fc. 85 - Marcha militar
- Ponte do Rio da Várzea - Marcha
- Ermegeira - Marcha cantada (1953)
- Caldas Festival - Marcha de Concerto (1990)
- Amor de mãe (1993)
- Ladeira da Ermida - Marcha (1995)
- Oito e meia - Marcha de rua (1997)
- Mãe de Deus - Marcha de Procissão (1999)
- 12 de Março - Marcha de rua (2002)
- Cláudia - Marcha de concerto (2002)
- Em Guarda - Marcha de rua (2002)
- Saudação à Ermegeira - Marcha de concerto (2003)
- Na Cruz, Por Nós ! (2003-2004)
- Nossa Senhora das Candeias - Marcha de Procissão (2004)
- Sons de Cá - Marcha de concerto (2005)
- Toca a Marchar - Marcha de rua (2005)
- Ermegeira Festival - Marcha de Concerto (2006)
- Jorgabri - Marcha de concerto (2006)
- Senhora Nossa - Marcha de Procissão (2006)
- Ares da Serra - Marcha de Apresentação (2007)
- Em frente - Marcha de rua (2007)
- Penedo do Guincho - Abertura Rítmica (2007)
- S.Mateus - Marcha de Procissão (2008)
- Ares de Espanha - Passodoble de concerto (2009)
- Dia de S.Martinho, Passodoble de concerto (2009)
- Visita à Nazaré - Marcha de rua (2009)
- Bilene - Marcha de concerto (2010)
- O Parque da Várzea - Marcha de concerto (2010)
- Encontro na Ermegeira - Marcha (2013)
- No alto do moinho - Marcha de rua (2014)
- Noites no Parque - Marcha de concerto (2015)

## Arranjos
- Amor, Paz e Oração - Seleção
- Timor - Canção
- Memory - Canção
- Hey - Canção
- Hino da Alegria - Peça de concerto
- Tributo a Carlos Paião - Medley para banda
- Tributo ao Maestro Artur Fonseca - Medley
- Nossa Senhora da Graça - de Padre António Crispim - Hino
- Cem anos de vida - Fantasia pop
- Sky High - Tema do filme "O Homem de Hong Kong"
- Oração pela família - de Padre Zézinho
- Hey Jude - Canção
- I just called to say I love you - Canção
- Nikita - Canção
- Cidade do Oeste - Seleção
- Selecção de Valsas - Seleção (1991)
- Under the double Eagle - de J.F.Wagner (1992)
- Marcha dos Marinheiros (1998)
- Brisa Latina - Seleção (2005)
- Uma noite em Lisboa - Fantasia alfacinha (2006)
- Hino a Nossa Senhora da Purificação - de Padre António Crispim - Hino (2008)
- Quando Sali de Cuba - Marcha de apresentação (2008)
- Coimbra é uma lição - Marcha de Apresentação (2009)
- Onda Jovem - Medley (2009)
- Canoas Swing - Marcha de apresentação (2014)